# Puella Magi Madoka Magica

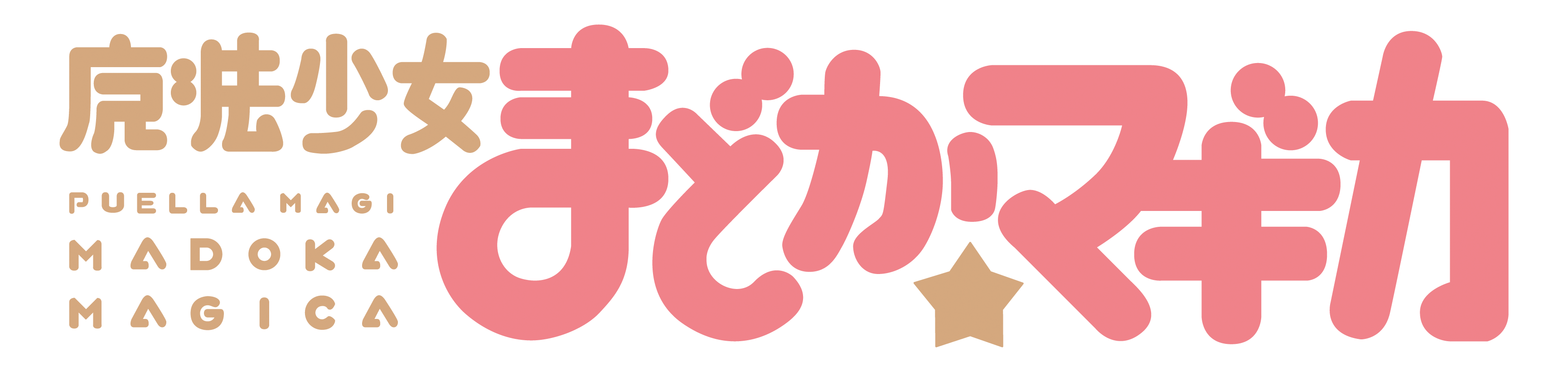
Logo van de animeserie.

Puella Magi Madoka Magica (Japans: 魔法少女まどか☆マギカ, Romaji: Mahou Shoujo Madoka Magika) is een Japanse animeserie uit 2011. De serie is getekend en geproduceerd door de studio's Shaft en Aniplex. Er zijn 12 afleveringen van elk 24 minuten.
De serie gaat over een groep meisjes die ervoor kiezen om "magische meisjes" (maho shojo) te worden en kwaadaardige wezens te bestrijden. De serie staat echter bekend om zijn zeer sombere ondertoon en wordt sterk gekenmerkt door psychologische thriller- en horrorelementen, wat ongebruikelijk is in verband met de karakterstijl die traditioneel erg lijkt op kawaii.
De serie heeft over het algemeen positieve beoordelingen ontvangen en wordt volgens Kotaku beschouwd als een van de beste anime van 2010. Een jaar later werd de serie genomineerd als beste anime van 2011 tijdens het Tokyo Anime Award festival. Het verscheen in Japan ook in stripvorm als manga, een roman, een bioscoopfilm, en als computerspel voor de PlayStation Portable.

## Hoofdpersonages

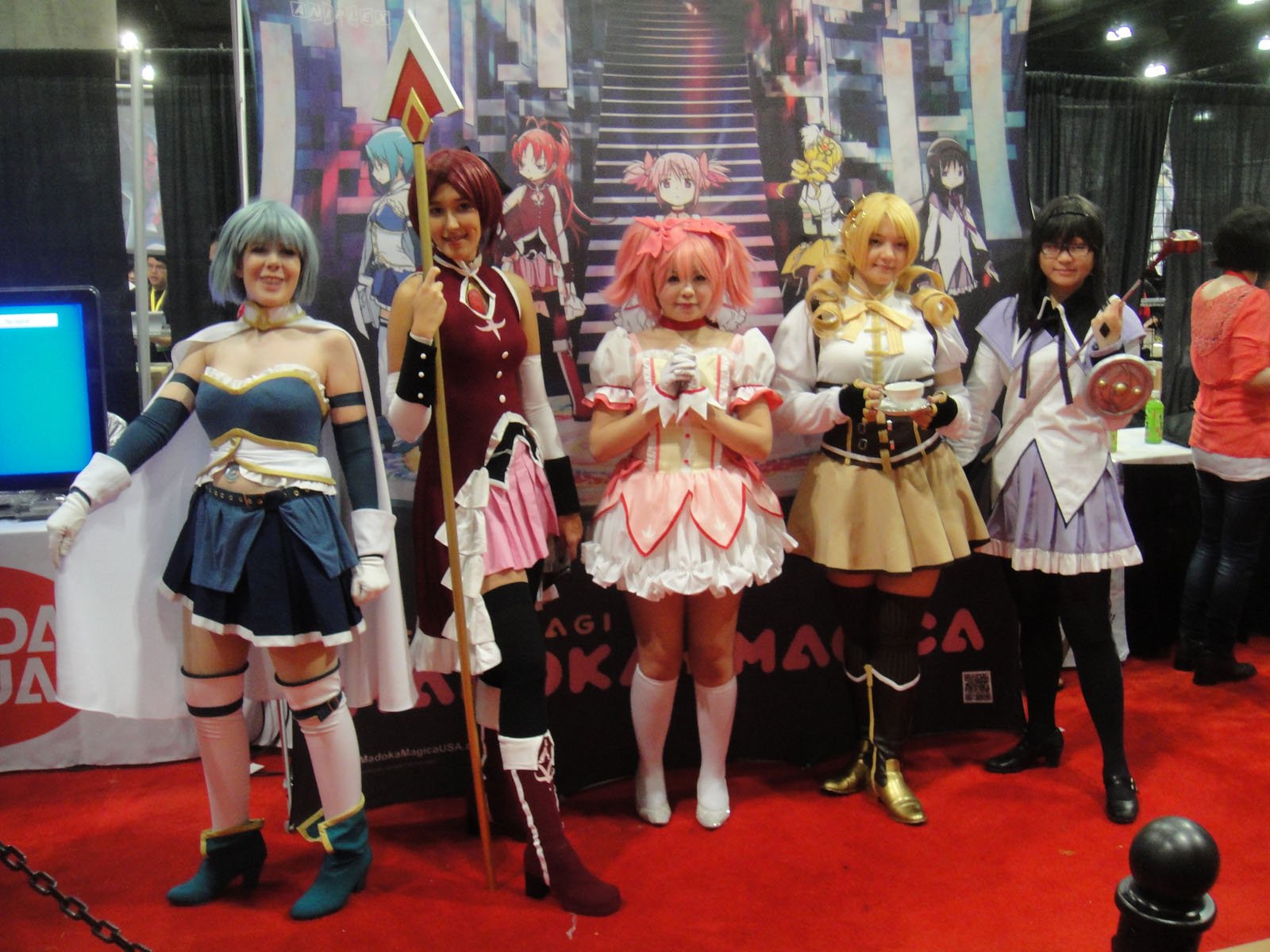
Cosplayers verkleed als de hoofdpersonen.

- Madoka Kaname, de 14-jarige hoofdpersoon.
- Homura Akemi, de nieuwe klasgenoot van Madoka
- Sayaka Miki, is Madoka's jeugdvriendin
- Mami Tomoe, een ervaren magisch meisje, fungeert als rolmodel en mentor
- Kyoko Sakura, nam het territorium over van Mami Tomoe na haar overlijden
- Kyubey, buitenaardse levensvorm die een verbond sluit met de tienermeisjes